# Metachrostis dardouini
Metachrostis dardouini is een vlinder uit de familie van de spinneruilen (Erebidae). De wetenschappelijke naam van de soort is voor het eerst geldig gepubliceerd in 1840 door Boisduval.
Deze nachtvlinder komt voor in Europa.